# Léo Pereira (calciatore 1996)
Leonardo Pereira, meglio noto come Léo Pereira (Curitiba, 31 gennaio 1996), è un calciatore brasiliano, difensore del Flamengo.

## Caratteristiche tecniche
È un difensore centrale.

## Carriera

### Nazionale
Nel 2013 è stato convocato dal Brasile per disputare il Campionato sudamericano Under-17 ed i Mondiali Under-17.
Nel 2015 è stato convocato dal Brasile per disputare il Campionato sudamericano Under-20 ed i Mondiali Under-20.

## Statistiche

### Presenze e reti nei club
Statistiche aggiornate al 28 maggio 2025.
| Stagione                   | Squadra                    | Campionato                 | Campionato | Campionato | Coppe nazionali | Coppe nazionali | Coppe nazionali | Coppe continentali | Coppe continentali | Coppe continentali | Altre coppe | Altre coppe | Altre coppe | Totale | Totale | Totale |
| Stagione                   | Squadra                    | Comp                       | Pres       | Reti       | Comp            | Pres            | Reti            | Comp               | Pres               | Reti               | Comp        | Pres        | Reti        | Pres   | Reti   |        |
| -------------------------- | -------------------------- | -------------------------- | ---------- | ---------- | --------------- | --------------- | --------------- | ------------------ | ------------------ | ------------------ | ----------- | ----------- | ----------- | ------ | ------ | ------ |
| 2014                       | Athl. Paranaense           | A1/PR+A                    | 7+14       | 0          | CB              | 1               | 0               | CL                 | 0                  | 0                  | -           | -           | -           | 22     | 0      |        |
| 2015                       | Athl. Paranaense           | A1/PR+A                    | 2+0        | 0          | CB              | 1               | 0               | CS                 | 0                  | 0                  | -           | -           | -           | 3      | 0      |        |
| 2015                       | Guaratinguetá              | C                          | 8          | 2          | CB              | 0               | 0               | -                  | -                  | -                  | -           | -           | -           | 8      | 2      |        |
| 2016                       | Náutico                    | B                          | 5          | 0          | CB              | 0               | 0               | -                  | -                  | -                  | -           | -           | -           | 5      | 0      |        |
| 2017                       | Orlando City B             | USL                        | 8          | 0          | -               | -               | -               | -                  | -                  | -                  | -           | -           | -           | 8      | 0      |        |
| 2017                       | Orlando City               | MLS                        | 10         | 0          | USOC            | 1               | 0               | -                  | -                  | -                  | -           | -           | -           | 11     | 0      |        |
| 2018                       | Athl. Paranaense           | A1/PR+A                    | 13+18      | 2+3        | CB              | 0               | 0               | CS                 | 10                 | 1                  | -           | -           | -           | 41     | 6      |        |
| 2019                       | Athl. Paranaense           | A1/PR+A                    | 0+29       | 0+2        | CB              | 7               | 1               | CL                 | 8                  | 0                  | RS+JLCSC    | 2+1         | 0           | 47     | 3      |        |
| Totale Atlético Paranaense | Totale Atlético Paranaense | Totale Atlético Paranaense | 22+61      | 2+5        |                 | 9               | 1               |                    | 18                 | 1                  |             | 3           | 0           | 113    | 9      |        |
| 2020                       | Flamengo                   | A/RJ+A                     | 10+13      | 0+1        | CB              | 4               | 0               | CL                 | 6                  | 0                  | RS          | 1           | 0           | 34     | 1      |        |
| 2021                       | Flamengo                   | A/RJ+A                     | 4+19       | 0          | CB              | 5               | 0               | CL                 | 7                  | 0                  | SdB         | 0           | 0           | 35     | 0      |        |
| 2022                       | Flamengo                   | A/RJ+A                     | 8+13       | 2+0        | CB              | 9               | 0               | CL                 | 8                  | 0                  | SdB         | 1           | 0           | 39     | 2      |        |
| 2023                       | Flamengo                   | A/RJ+A                     | 7+32       | 0+3        | CB              | 8               | 0               | CL                 | 4                  | 1                  | SdB+Cmc+RS  | 1+1+0       | 0           | 53     | 4      |        |
| 2024                       | Flamengo                   | A/RJ+A                     | 12+28      | 3+0        | CB              | 9               | 0               | CL                 | 7                  | 1                  | -           | -           | -           | 56     | 4      |        |
| 2025                       | Flamengo                   | A/RJ+A                     | 8+10       | 0+1        | CB              | 0               | 0               | CL                 | 5                  | 1                  | SdB+Cmc     | 1+0         | 0           | 24     | 2      |        |
| Totale Flamengo            | Totale Flamengo            | Totale Flamengo            | 49+115     | 5+5        |                 | 35              | 0               |                    | 37                 | 3                  |             | 5           | 0           | 241    | 13     |        |
| Totale carriera            | Totale carriera            | Totale carriera            | 278        | 19         |                 | 45              | 1               |                    | 55                 | 4                  |             | 8           | 0           | 386    | 24     |        |

## Palmarès

### Competizioni statali
- Campionato Paranaense: 1

Athletico Paranaense: 2018
- Campionato Carioca: 4

Flamengo: 2020, 2021, 2024, 2025
- Taça Guanabara: 4

Flamengo: 2020, 2021, 2024, 2025

### Competizioni nazionali
- Coppa del Brasile: 3

Athletico Paranaense: 2019
Flamengo: 2022, 2024
- Campionato brasiliano: 1

Flamengo: 2020
- Supercoppa del Brasile: 3

Flamengo: 2020, 2021, 2025

### Competizioni internazionali
- Coppa Sudamericana: 1

Athletico Paranaense: 2018
- Recopa Sudamericana: 1

Flamengo: 2020
- Coppa Libertadores: 1

Flamengo: 2022